# Чеккарелли, Маурицио
Маури́цио Чеккаре́лли (итал. Maurizio Ceccarelli; род. 24 мая 1948, Рим, Италия) — биолог, профессор физиологической и эстетической медицины в университете Барселоны (l’Università degli Studi di Barcellona) и университетe Камерино (l’Università di Camerino), директор Международного центра по изучению и исследованиям в области эстетической медицины (International Centre for Study and Research in Aestetic and Physiologic Medicine (Ae.Phy.Med)).
Маурицио Чеккарелли получил высшее образование в области общей медицины и биологии, специализация: общая патология и сердечно-сосудистые заболевания. С 1985 года посвятил свою научную и клиническую деятельность эстетической медицине и определил научную основу этому молодому в то время разделу в области медицины.
В 2015 году исполнилось 30-летие научной и клинической деятельности профессора Чеккарелли в области эстетической медицины. Он считается основателем эстетической медицины, как науки в мировом масштабе. С 1985 года опубликовал более 800 работ.

## Научные работы и открытия
1984 г. Использование тампона (бикарбонатного буфера) в мезотерапии. Буфер позволяет уменьшать болевые ощущения у пациента, улучшает диффузию вводимого фармпрепарата в дерме, снижает число свободных радикалов, уменьшает окислительную реакцию и, как следствие, воспалительную реакцию. Предотвращает формирование коллагена I-го Типа.
1986 г. Расчет дозировки вводимого фармпрепарата для мезотерапии. Это позволило использовать физиологичные концентрации активного компонента препарата, улучшить клинический и биологический ответ без побочных эффектов и риска.
1989 г. Ультразвуковая гидроипоклассия. Медицинский метод, используемый для уменьшения жировых отложений посредством активации процесса кавитации и индукции ультразвука в водной среде.
1991 г. Кожная биостимуляция. Улучшение биологических и физиологических функций кожи с последующим наступлением эстетического эффекта, а также замедление процессов старения в дерме.
1992 г. Эндомодуляция. Оптимизация энзимальных реакций организма при помощи биологических прекурсоров для нормализации концентрации нейромедиаторов, гормонов и структуральных биологических компонентов без побочных эффектов.
1994 г. Субъективная заменительная гормонотерапия. Введение, в случае недостаточной функции органа, определенного количества гормонов, необходимого для реализации метаболических функций без Feed Back Negativ (ингибирования естественной выработки организмом определенных гормонов).
1995 г. Лечение аминокислотами. Позволяет в короткий срок избавиться от общих и локализованных жировых отложений.
1996 г. Протокол Life Quality Medical Program. Программа по физиологической медицине с индивидуальным подходом, позволяющая замедлить и устранить последствия процесса старения.
2000 г. Оssigenoclasi. Медицинская методика, позволяющая уменьшить локализированные жировые отложения посредством окисления мембраны адипоцитов.
2003 г. Биостимуляция тромбоцитарными факторами роста. Протокол регенеративной медицины, необходимый для оптимизации всех биологических процессов в дерме. Был разработан совместно с профессором Виктором Гарсия (Медицинский Университет Барселоны).
2008 г. Liposowing. Использование взрослых (зрелых) стволовых адипоцитных клеток для дальнейшего введения в атрофические зоны лица и тела с последующей регенерацией.
2009 г. Fat Apoptosis. Протокол эстетической медицины (Липолитик), позволяющий уменьшить объём жировой ткани на лице и теле без развития воспалительных процессов.
2010 г. Medical Face Lifting. Протокол регенеративной медицины, направленный на оптимизацию и регенерацию всех тканей лица. Совместная работа с профессором Виктором Гарсия (Медицинский Университет Барселоны).
2011 г. Face Sculpture. Протокол эстетической медицины, позволяющий оптимизировать утраченные объемы лица и тела. Разработан совместно с профессором Роберто Тулли (Бразилия).
2012 г. Генетический полиморфизм благосостояния пациента. Позволяет путем выбора и воздействия на генетические полиморфизм пациента улучшить его физическое, психологическое и эстетическое состояния.
2013 г. Eziopatogenetica. Протокол по борьбе паникулопатией (целлюлитом).
2014 г. Full Face Optimize. Медицинский протокол по оптимизации биологического и эстетического состояния всех тканей лица и тела. Используются медицинские и фармацевтические препараты, специально разработанные для данного протокола.

## Научная и преподавательская деятельность
Маурицио Чеккарели получил степень доктора биологических наук в 1973 году, медицины и хирургии в 1983 году и общей патологии в 1987 году в Римском университете Студи-ди-Рома (l’Universita' degli Studi di Roma).
Награждён дипломом специалиста в области сердечно-сосудистых заболеваний в июне 1985 года в медицинской школе-госпитале Рима(la Scuola Medica Ospedaliera di Roma e della Regione Lazio).
Работал в должности профессора по контракту на кафедре эстетической медицины в Хирургической клинике университета Сиены (Clinica Chirurgica dell’Università degli Studi di Siena), учебные гг. 1988/89, 1990/91;
Профессор по контракту в Школе косметологии и дерматологии при клинике Университета Аквилы (Clinica Dermatologica dell’Università degli Studi dell’Aquila) учебные гг. 1991/92,1995/96;
Профессор эстетической медицины на курсах повышения квалификации в Римском университете «Тор Вергата» (Medicina Estetica presso l’Università degli Studi di Roma «Tor Vergata»), учебные гг. 1996/97, 1997/98.
Преподавал и координировал деятельность Международной школы эстетической медицины Международного фонда Fatebenefratelli в Риме (Medicina Estetica della Fondazione Internazionale Fatebenefratelli di Roma), с академического года 1990/1991 по декабрь 1995 года.
Был назначен профессором медицины в Международной школе эстетической медицины Международного фонда Fatebenefratelli в Риме (Scuola Internazionale di Medicina Estetica della Fondazione Internazionale Fatebenefratelli di Roma), учебные годы 1990/91 по 1996 год.
Будучи директором координировал деятельность Академии эстетической медицины и здравоохранения «Арте Санитариа» при Больнице Святого Духа в Рима (Medicina Estetica e Correttiva dell’Accademia di Arte Sanitaria — Ospedale S. Spirito di Roma),1996-2000 гг.
Сотрудничал, как эксперт в области медицинской эстетики в Медицинской школе больницы региона Лацио (Scuola Medica Ospedaliera della Regione Lazio), с сентября 1996 по 2002 год.
Был профессором курса эстетической медицины в Римском университете «Ла Сапиенца» (Medicina Estetica al Corso di Perfezionamento in Flebologia presso l’Università degli Studi di Roma «La Sapienza»), учебные гг 1991/92, 1992/93, 1993/94, 1994/95.
Профессор эстетической медицины на 4-м курса по физической культуре ISEF в Рима, в учебном году 1992/93.
Работал в должности профессора по контракту эстетической медицины и физиологии в Независимом университете Барселоны в Испании (Medicina Estetica e Medicina Fisiologica presso l’Università degli Studi «UAB» di Barcellona), с учебного года 1999/2000 и по настоящее время, и в университете Камерино (Medicina Estetica e Medicina Fisiologica presso l’Università degli Studi di Camerino) в Италии.
В последние годы в университетах Барселоны и Рима совместно с профессором Виктором Гарсия (Prof. Victor J. Garcia) участвовал в разработках методов применения обогащенной тромбоцитами плазмы (ОТП) в медицинской практике, стимуляции стволовых клеток жировой ткани для эффективного приживления при липофилинге.

## Признание научной деятельности
Маурицио Чеккарелли был награжден званием Командора Итальянской Республики (Ordine al merito della Repubblica italiana) в декабре 1994 года и в 2002 году — Серебряной медалью Президента Италии (Medaglia d’Argento del Presidente della Repubblica Italiana per meriti scientifici) за научные заслуги перед Отечеством.

## Должности
С 1987 по 1993 гг. Маурицио Чеккарелли занимал должность генерального секретаря, а с 1993 по 1996 год вице-президента Итальянского общества эстетической медицины (Società Italiana di Medicina Estetica).
С 1996 по 1998 гг. — член правления и председатель Научного комитета Итальянской ассоциации эстетической медицины (Comitato Scientifico dell’Associazione Italiana di Medicina Estetica).
С 1998 года по сегодняшний день,Чеккарели назначен директором и состоит в научном комитете Международного центра по изучению и исследованию в эстетической медицинe и физиологии (Ae.Phy.Med).
С 2000 года возглавляет международный проект в области антивозрастной медицины «Качество жизни» (LIFE QUALITY MEDICAL PROGRAM) на базе Международного центра по изучению и исследованиям в области эстетической медицины и физиологии (Ae.Phy.Med).
Маурицио Чеккарели избран почетный членом Испанского общества косметической медицины и хирургии (Società Spagnola di Medicina e Chirurgia Cosmetica) и Южноамериканской Академии косметической хирургии (South American Academy of Cosmetic Surgery Membro).
Состоит в научном комитете в качестве магистра медицины и хирургии университета Республики Сан Марино (Chirurgia Estetica dell’Università degli Studi della Repubblica di S. Marino).
Является членом научного комитета Европейского общества превентивной, регенеративной и антивозрастной медицины (ESAAM) и Итальянского общества эстетической медицины и хирургии (Società Italiana di Medicina e Chirurgia Estetica).
Консультирует как научный советник по антивозрастным программам на термальных и спа-курортах Terme di Montecarlo, Terme di Saturnia и Terme di Fonteverde.
Является председателем научного комитета био-регенеративной медицины в Американской ассоциации эстетической медицины и хирургии (The American Association of Aesthetic Medicine and Surgery (AAAMS)).